# カール・シェンケル
カール・シェンケル（Carl Schenkel、1948年5月8日 - 2003年12月1日）は、スイスの映画監督。

## 作品
- クライマー
- オリエント急行殺人事件 ～死の片道切符～
- ターザン 失われた都市
- 殺人療法
- マッド・ハズバンド/あの愛は戻らない
- 美しき獲物
- シルエット/殺しの陰影
- 刑事クイン/妖術師の島
- ガラスの中の私
- デビルアイランド
- アウト・オブ・オーダー
- 新ヒッチハイカー